# Cecilia Asoro

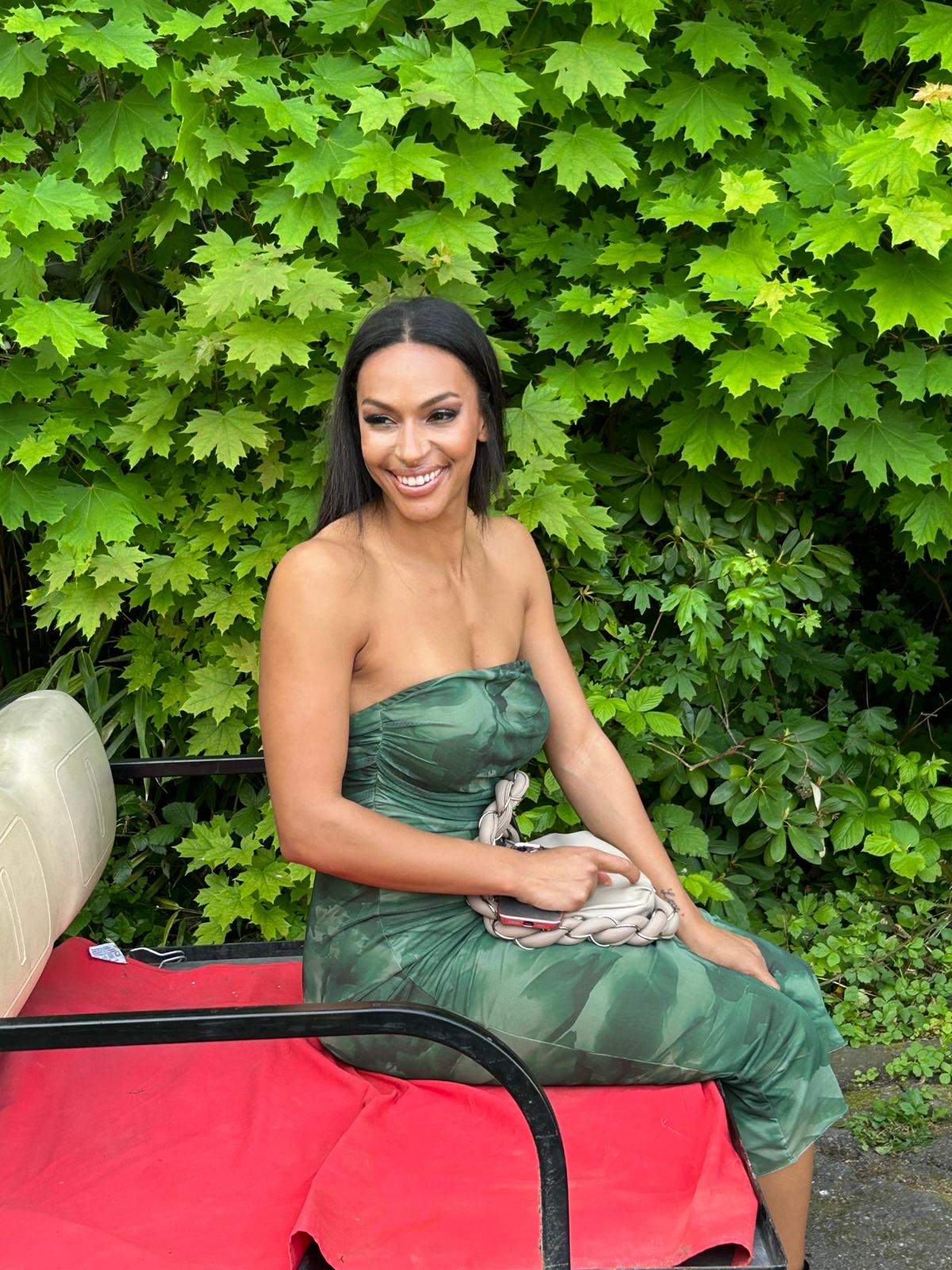
Cecilia Asoro (2024)

Cecilia Asoro (* 20. April 1996 in Hamm, Nordrhein-Westfalen) ist eine deutsche Reality-TV-Darstellerin, die auch als Model arbeitet.

## Werdegang
Cecilia Asoros Vater ist Nigerianer, ihre Mutter hat italienische Wurzeln. Sie war erstmals 2015 als Kandidatin von Germany’s Next Topmodel im Fernsehen zu sehen, wo sie es unter die Top 50 schaffte. Ein Jahr später bewarb sie sich erneut bei der Castingshow. 2018 nahm sie als Kandidatin an der Dating-Show Take Me Out teil und versuchte 2019 in der neunten Staffel von Der Bachelor, das Herz von Andrej Mangold zu erobern. Damals arbeitete sie als Model und Kellnerin.
2021 konnte sie zusammen mit „Nerd“ Markus die dritte Staffel von Beauty & The Nerd – inkl. eines Preisgelds von 50.000 Euro – gewinnen. Anschließend nahm Asoro 2022 an der ersten Staffel von Prominent getrennt – Die Villa der Verflossenen und an der zweiten Staffel von Are You the One? als Kandidatin teil.
Im Januar 2023 war Asoro Teilnehmerin bei der 16. Staffel von Ich bin ein Star – Holt mich hier raus!, in der sie den achten Platz erreichte. Vor dem Einzug ins Dschungelcamp absolvierte sie ein Shooting für die Februar-Ausgabe des deutschen Playboy-Magazins.

## Fernsehformate
- 2015, 2016: Germany’s Next Topmodel (ProSieben)
- 2018: Take Me Out (RTL)
- 2019: Der Bachelor (RTL)
- 2021: Beauty & The Nerd (ProSieben) (Gewinnerin)
- 2022: Prominent getrennt – Die Villa der Verflossenen (RTL)
- 2022: Are You The One? – Realitystars in Love (RTL+)
- 2023: Ich bin ein Star – Holt mich hier raus! (RTL)
- 2023: RTL Wasserspiele (RTL) (Gewinnerin)
- 2023: Bachelor in Paradise (RTL+)
- 2024: Reality Backpackers (Joyn)
- 2024, 2025: The 50 (Prime Video)
- 2024: Kampf der Realitystars – Schiffbruch am Traumstrand (RTL ll)
- 2024: Promi Big Brother (Sat.1)
- 2025: The Summit (Prime Video)